# الکساندر تیرله
الکساندر تیرله (انگلیسی: Alexandru Țîrlea؛ زادهٔ ۲۸ مارس ۲۰۰۰) بازیکن فوتبال است که در پست مدافع راست برای باشگاه خیمناستیک تاراگونا در لیگ برتر فدراسیون فوتبال بازی می‌کند.
وی همچنین در تیم‌های ملی فوتبال زیر ۱۷ سال رومانی، زیر ۱۷ سال رومانی، زیر ۱۹ سال رومانی، و زیر ۲۱ سال رومانی بازی کرده‌است.